# لورنس فيريرا باربوسا
لورنس فيريرا باربوسا (بالفرنسية: Laurence Ferreira Barbosa)‏ هي كاتبة سيناريو ومخرجة فرنسية، ولدت في 1958 في فرساي في فرنسا.

## وصلات خارجية
- لورنس فيريرا باربوسا على موقع IMDb (الإنجليزية)
- لورنس فيريرا باربوسا على موقع ألو سيني (الفرنسية)
- لورنس فيريرا باربوسا على موقع أول موفي (الإنجليزية)
- لورنس فيريرا باربوسا على موقع قاعدة بيانات الفيلم (الإنجليزية)
- لورنس فيريرا باربوسا على موقع كينوبويسك (الروسية)